# Une place à prendre
Cet article concerne le roman. Pour la mini-série adaptée, voir Une place à prendre. Pour le film réalisé par Bryan Gordon, voir Une place à prendre.
Une place à prendre (titre original : The Casual Vacancy) est un roman social de J. K. Rowling.
Il est publié en anglais le 27 septembre 2012 et sa traduction est sortie le lendemain en France aux éditions Grasset.
Le roman évoque les conséquences de la mort d'un édile local, Barry Fairbrother, dont la place au conseil municipal de Pagford devient vacante. Tandis que plusieurs personnes se portent candidates pour remplacer le défunt, le site internet personnel de ce dernier est piraté : le « Fantôme de Barry Fairbrother » tient divers propos diffamatoires à l'encontre de conseillers municipaux ou de candidats déclarés à la succession de Fairbrother. Tout le monde ignore que ce sont trois adolescents qui, à tour de rôle, écrivent ces messages qui perturbent la petite ville.

## Personnages
- Famille Mollison
  - Howard Mollison : 64 ans, membre du Conseil paroissial et commerçant notoire.
  - Shirley Mollison : 63 ans, épouse de Howard. Elle est également secrétaire du Conseil de Pagford, responsable du site internet de la paroisse.
  - Miles Mollison : 40 ans, avocat, fils de Howard et Shirley.
  - Samantha (« Sam ») Mollison : épouse de Miles ; elle tient un magasin de lingerie féminine à Yarvil et éprouve un penchant certain pour l'alcool.
  - Libby et Lexie : les deux filles du couple sont lycéennes à St. Anne (rôle secondaire).
  - Patricia (« Pat ») Mollison : fille cadette de Howard et de Shirley ; elle est lesbienne, au grand désespoir de ses parents (rôle secondaire).

- Famille Wall
  - Colin Wall : surnommé « le Pigeon », névrosé, adjoint de Mme Shaw, directrice du collège Winterdown que fréquente son fils Stuart « Fats » et où travaille également son épouse Tessa. Même si une telle initiative le terrorise littéralement, il se fait un devoir de se présenter à l'élection du successeur de Barry Fairbrother dont il était l'ami.
  - Tessa Wall : conseillère d'orientation et psychologue au sein du collège Winterdown codirigé par son mari.
  - Stuart « Fats » Wall : fils adoptif de Colin et de Tessa. Son physique peu banal — démarche chaloupée, silhouette efflanquée, teint cireux, visage anguleux, oreilles disproportionnées — auraient pu en faire la tête de turc de ses condisciples s'il n'avait pas pris sur eux, dès son plus jeune âge, un ascendant psychologique qui ne s'est jamais démenti.

- Famille Price
  - Simon Price : agent de maîtrise ; violent avec sa femme et ses fils Andrew et Paul. Il se présente au poste de conseiller paroissial afin d'être enfin reconnu au sein d'une communauté qui l'ignore, il envisage aussi d'obtenir des commissions occultes sur les marchés publics.
  - Ruth Price : infirmière, épouse de Simon et mère d'Andrew et de Paul.
  - Andrew « Arf » Price : 16 ans, lycéen.

- Famille Bawden
  - Kay Bawden : assistante sociale ayant suivi Gavin Hughes à Pagford.
  - Gaia Bawden : 16 ans, jolie adolescente

- Famille Jawanda
  - Parminder Jawanda : médecin généraliste à Pagford et membre du Conseil paroissial.
  - Vikram Jawanda : son époux (rôle mineur).
  - Sukhvinder Jawanda : fille de PArminder et Vikram. n'ayant ni la beauté de son père Vikram ni l’intelligence de sa mère ou de ses frères et sœurs, elle est la cible d’attaques constantes dans son école et sur sa page facebook, régulièrement « polluée » par Stuart « Fats » Wall.

- Famille Weedon
  - Terri Weedom : toxicomane notoire, mère de Krystal et de Robbie.
  - Krystal Weedon : âgée de 16 ans, elle était la « protégée » de Barry Fairbrother qui l'a faite entrer dans l'équipe féminine d'aviron.
  - Robbie Weedon : enfant de trois ans, fils de Terri et petit frère de Krystal.

- Autres personnages importants
  - Mary Fairbrother : veuve de Barry, elle doit désormais élever seule des enfants qui l'épaulent cependant autant que cela leur est possible. Elle peut d'autre part compter sur l'assistance juridique et humaine de Gavin Hughes, ami de la famille.
  - Gavin Hughes : 34 ans, avocat travaillant avec Miles Mollison et ami du couple Fairbrother. Il a une liaison sentimentale difficile avec Kay Bawden qui a quitté Londres avec sa fille pour se rapprocher de lui.
  - Maureen Lowe : 62 ans, veuve de l'associé de Howard Mollison, elle se fait un devoir de seconder Howard à l'épicerie. Elle prépare l'ouverture de « La théière en cuivre » et s'immisce en outre à tout instant dans la vie privée des Mollison.
  - Allison Jenkins : journaliste au journal local de Yarvil.

## Lieux de fiction
Le roman se déroule au sein de Pagford, une commune fictive située en un endroit non précisé en Angleterre. Cette commune est une « Paroisse civile » qui dispose d'une fiscalité autonome et de compétences propres. Elle est dirigée par un conseil paroissial dont Barry Fairbrother était le président. Cette paroisse civile doit tenir compte de Yarvil, la grande ville qui lui est limitrophe et qui est le centre d'un borough métropolitain.

## Résumé
Le roman est divisé en sept parties de tailles différentes.

### Première partie
La première partie du roman est une longue introduction qui présente les personnages et les relations complexes qui les unissent. Elle couvre environ le tiers du roman. Elle commence le jour de la mort de Barry Fairbrother et se termine le jour de son inhumation. Les chapitres sont les jours de la semaine, depuis le dimanche (décès) au samedi qui suit (enterrement).
Barry Fairbrother est un homme particulièrement réputé dans la petite bourgade de Pagford, dans le sud de l'Angleterre. Mais il meurt brusquement, victime d'une hémorragie cérébrale au moment d’arriver sur le parking du restaurant où il s'apprêtait à fêter son anniversaire de mariage avec sa femme Mary. C’est un couple présent sur place, Miles et Samantha Mollison, qui accompagne l’ambulance et répand dès le lendemain matin la nouvelle de la mort du conseiller paroissial Fairbrother. Avec cette disparition, son poste devient donc vacant (c'est le sens du titre original « the casual vacancy ») à un moment où des décisions cruciales doivent être prises.
Fairbrother militait en effet pour le maintien d’un quartier défavorisé, « Les Champs » dans la paroisse de Pagford tandis que le président du conseil régissant celle-ci, Howard Mollison, souhaitait son rattachement à la toute proche ville de Yarvil. Par la même occasion, Howard Mollison entend bien faire voter le non-renouvellement du bail d’un centre de désintoxication de toxicomanes dont les locaux appartiennent au conseil paroissial, et qui accueille principalement les habitants des Champs.
L'autrice présente ensuite longuement les principaux personnages du roman, répartis en différentes familles :
- La famille Mollison comprend des personnes qui ne se supportent pas, à commencer par Samantha, épouse de Miles, qui regrette l'homme que Miles est devenu, et qui supporte mal l'autoritarisme et les idées rétrogrades de ses beaux-parents. Miles lui avait promis jadis un tour du monde qu'ils n'ont jamais réalisé. Samantha s'estime sexuellement délaissée et souffre que sa boutique de lingerie à Yarvil n'ait que peu de clients. Elle ne voit pas d'un très bon œil la candidature d'un mari qu'elle n'a plus vraiment l'impression d'aimer. Elle s'alcoolise fréquemment.  Howard, patriarche de la famille, est un homme obèse et tenace. Il tient d'une poigne sévère sa femme Shirley et son épicerie, laquelle est située sur la place principale de Pagford. En affaire avec Maureen Lowe, veuve de son ancien associé, il possède également le local attenant destiné à devenir un salon de thé sous le nom de « La théière en cuivre ». Ce local est en pleine rénovation et va bientôt ouvrir ses portes.

- La famille Wall est composée de Colin, qui souffre des effets d'une psychose, et de Tessa, qui supporte tant bien que mal la maladie de son époux et ses effets. Leur fils adoptif est Stuart, dit « Fats », qui est en décrochage scolaire et qui méprise ses parents.

- La famille Price comprend Simon, agent de maîtrise dans une imprimerie dont il utilise les infrastructures à des fins personnelles le plus souvent lucratives (« travail au noir »). Il est violent en gestes et en paroles avec sa femme et ses fils Andrew et Paul. Ruth, infirmière, vit dans la terreur de son mari ; elle s'est liée avec Shirley Mollison qui œuvre parfois en qualité de bénévole dans les couloirs du South-West Hospital. Andrew « Arf » Price est lycéen et lutte contre une acné envahissante et contre un père dont l'autoritarisme et les sarcasmes lui sont devenus insupportables (Simon surnomme Andrew « tronche de pizza » en raison de son acné). Il cherche à se rapprocher autant que possible de la ravissante Gaia Bawden qui le dédaigne.

- Kay Bawden est une assistante sociale qui est venu vivre à Pagford pour suivre son amant Gavin Hughes. Dans le cadre professionnel, elle suit notamment la famille Weedon (Tetri et Krystal). Sa fille Gaia, jolie lycéenne de 16 ans, fait tourner la tête de nombreux garçons, parmi lesquels Andrew Price, dès son arrivée à Pagford. Toutefois Gaia reproche à sa mère d'avoir quitté Londres et d'y avoir laissé ses proches amis. Elle a une amie, Sukhvinder Jawanda.

- Dans la famille Jawanda, il y a d'abord Parminder Jawanda, mère de trois enfants (Jaswant, Rajpal et Sukhvinder) et médecin généraliste à Pagford où sa famille réside au « Vieux Presbytère ». Elle est membre du Conseil paroissial et a été longtemps une amie fidèle de Barry Fairbrother jusqu'à la mort de celui-ci. Elle est l'épouse de Vikram, chirurgien cardiaque de confession sikhe (ce dernier a, dans le récit, un rôle mineur). Sukhvinder Jawanda est fille de Parminder et de Vikram. N'ayant ni la beauté de son père ni l’intelligence de sa mère ou de ses deux frères, effacée et timide, elle est la cible d’attaques constantes dans son école et sur sa page facebook, régulièrement « polluée » par Stuart « Fats » Wall.

- La famille Weedon habite habite Les Champs. Elle est composée de la mère, Terri Weedom, toxicomane notoire, mère de Krystal et de Robbie, qui entame pour la 4e fois une cure de désintoxication. Sa fille Krystal, lycéenne de 16 ans, a été la « protégée » de Barry Fairbrother qui l'a faite entrer dans l'équipe féminine d'aviron. Plus jeune, elle a longtemps vécu auprès de sa grand-mère Catherine Weedon — surnommée « Nana Cath » — et elle a fréquenté l'école St. Thomas à Pagford. Au lycée, elle est suivie par la conseillère d'orientation Tessa Wall, tandis que Kay Bawden est amenée à s'intéresser à son cas au nom des services sociaux. Robbie Weedon, âgé de trois ans, fils de Terri et frère de Krystal, n’est toujours pas propre (il porte encore des couches).

- Mary Fairbrother est la veuve de Barry et doit désormais élever seule ses quatre enfants qui l'épaulent cependant autant que cela leur est possible. Elle peut d'autre part compter sur l'assistance juridique et humaine de Gavin Hughes, ami de la famille.

- Gavin Hughes, 34 ans, est avocat salarié travaillant avec Miles Mollison. Il était un ami du couple Fairbrother. Il ne sait comment va évoluer sa liaison avec Kay Bawden qui a quitté Londres avec sa fille pour se rapprocher de lui ; il regrette amèrement que Kay soit venue vivre à Pagford.

- Maureen Lowe, 62 ans, est la veuve de l'associé de Howard Mollison. Elle se fait un devoir de seconder Howard à l'épicerie. Elle prépare l'ouverture de « La théière en cuivre » et s'immisce à tout instant dans la vie privée des Mollison.

À la fin de cette première longue partie, on sait quels sont les candidats qui se présentent à l'élection pour remplacer Barry Fairbrother : Miles Mollison, Colin Wall et Simon Price.

### Deuxième partie
Samantha a invité Gavin, l'avocat salarié de son mari, et sa compagne Kay Bawden. Tout le monde est insatisfait de cette invitation : Gavin car l'invitation officialise sa liaison, Kay car elle ne connaît pas les Mollison, Samantha qui regrette son geste (peur de voir un couple qui s'entend bien). Kay doit d'ailleurs faire face à l'opposition croissante de Gaia qui peste de vivre à Pagford. Mary Fairbrother, qui n'était pas attendue, passe ponctuellement chez les Mollison et est invitée à dîner avec les deux couples. Elle accepte. Gavin passe plus de temps à discuter avec elle qu'avec les autres. Prise par le temps, Samantha a raté la préparation du plat principal du repas, qui est carbonisé et immangeable. Kay et Howard ne s'entendent pas sur la gestion des services sociaux. En fin de compte, la soirée est un désastre.
Andrew Price, Gaia Bawden et Sukhvinder Javanda répondent à une annonce d'Howard Mollison qui recherche des serveuses pour l'ouverture prochaine de son salon de thé. Les deux jeunes filles sont embauchées comme serveuses et Andrew comme ouvrier polyvalent.
À la maison, Andrew doit faire face aux violences verbales de son père, qui vient d'acheter un ordinateur volé et se prépare à se lancer en politique. Consultant le site internet du conseil paroissial, Andrew constate qu’il est capable de le pirater par une injection SQL. Il change le nom du compte de Barry Fairbother et le renomme « Le Fantôme de Barry Fairbother ». Il laisse un message affirmant que Simon Price a notamment acquis un ordinateur volé et qu'il offre des « travaux au noir » pour ceux qui souhaitent des travaux d'impression dans l'imprimerie qui l'emploie. 
Krystal Weedon apprend que sa grand-mère vient d'être hospitalisée (elle mourra quelques semaines après). Elle est aussi interviewée par une journaliste locale, sur la suggestion de Barry Fairbrother. Stuart « Fats » entame une liaison sentimentale et sexuelle avec Krystal.

### Septième partie
Cette dernière partie est la plus courte du roman,

## Accueil
Une partie des critiques de médias anglosaxons ont pu émettre des réserves à l'égard du roman, le considérant comme étant d'un intérêt littéraire moyen,.

## Adaptation
Le roman a fait l'objet d'une adaptation télévisée, une mini-série de trois épisodes diffusée sur la BBC à partir du 15 février 2015.

## Éditions en français
- Édition imprimée
  - J. K. Rowling (trad. de l'anglais par Pierre Demarty), Une place à prendre : roman [« The Casual Vacancy »], Paris, Grasset, 28 septembre 2012, 679 p. (ISBN 978-2-246-80263-1, BNF 42791757)
  - Le Livre de poche

- Livre audio
  - J. K. Rowling (trad. Pierre Demarty), Une place à prendre [« The Casual Vacancy »], Paris, Audiolib, 16 janvier 2012 (ISBN 978-2-35641-569-1, présentation en ligne)Narrateur : Philippe Résimont ; support : 2 disques compacts audio MP3 ; durée : 20 h 52 min environ ; référence éditeur : non connue.